# Strada nazionale 3 (Senegal)
La strada nazionale 3 (in francese Route nationale 3) è una strada statale senegalese che unisce la città di Thiès alla frontiera mauritana presso Matam, nell'est del paese.